# Río Brynica
La Brynica es un río en Silesia y Zagłebie Dąbrowskie, Polonia. Tiene una longitud de 55 km y es el principal afluente del río Czarna Przemsza.

## Ubicación

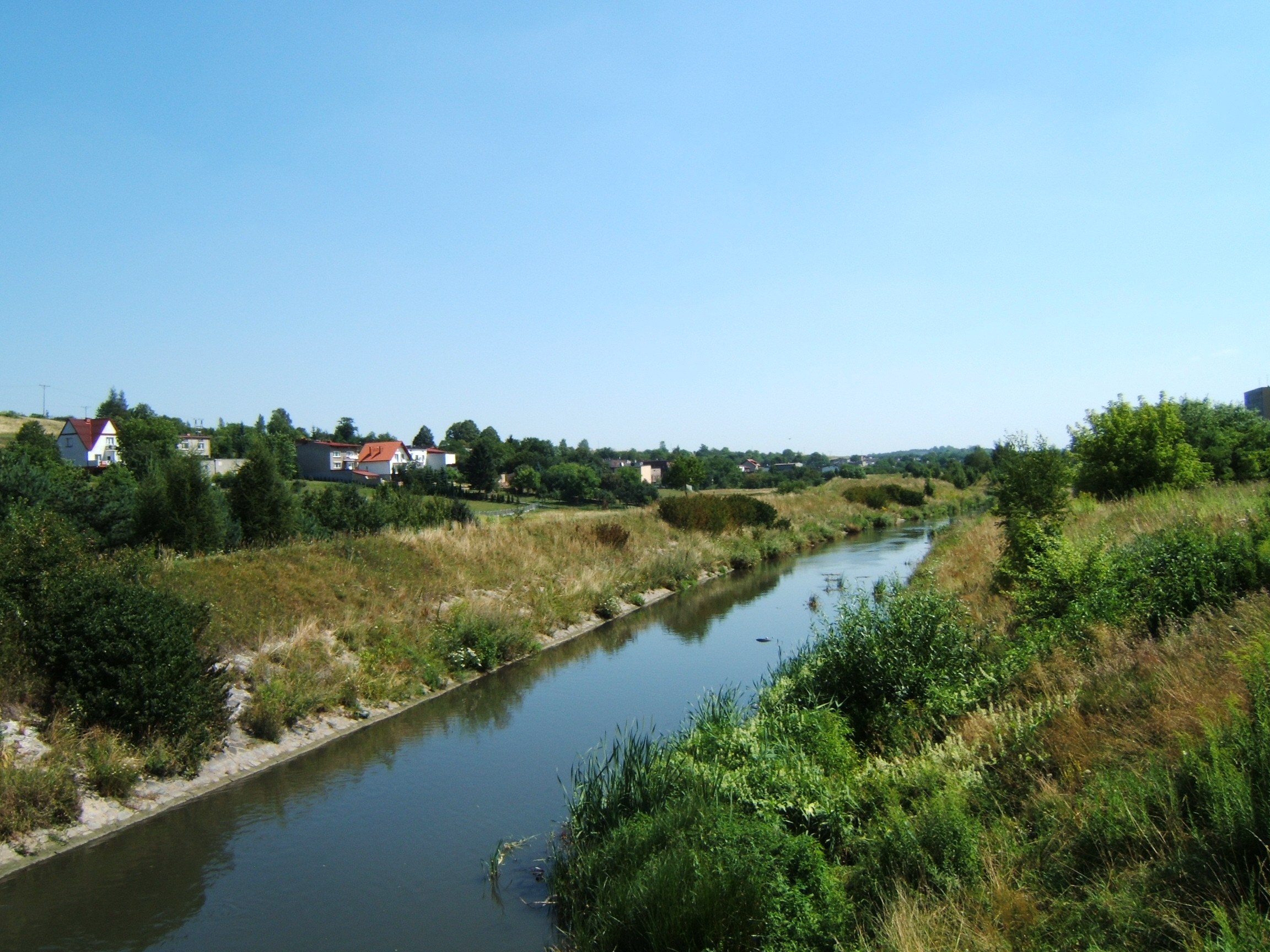
Río Brynica en época estival

El río Brynica tiene su fuente en Mysłów y fluye a través de varias ciudades, incluyendo Piekary Śląskie, Wojkowice, Czeladź, Siemianowice Śląskie, Świerklaniec, Katowice, Sosnowiec y finalmente Mysłowice, donde se une al río Czarna Przemsza, que a su vez desemboca en el río Vístula, que finalmente desemboca en el mar Báltico.

## Frontera entre Silesia Superior y Zagłębie Dąbrowskie
Un tramo del río Brynica constituye la frontera histórica entre Silesia Superior y Zagłębie Dąbrowskie, y también parcialmente la frontera administrativa entre Katowice y Sosnowiec. En el pasado, esta era la frontera entre el estado de los Habsburgo (más tarde Prusia) y la República de Polonia, luego, después de las particiones de Polonia, la frontera entre Prusia (más tarde Alemania) y Rusia; entre 1918 y 1922, fue la frontera germano-polaca.